# アンペア
アンペア（英: ampere [ˈæmpɛər]、記号 : A）は、電流の計量単位であり、ある瞬間に流れる電気の大小を表す。量記号は I または i でありIntensityに由来とされる。
国際単位系(SI)における7つのSI基本単位の一つである。アンペアという名称は、電流と磁場との関係を示した「アンペールの法則」に名を残すフランスの物理学者、アンドレ＝マリ・アンペール（André-Marie Ampère）に因む。
SI で定められた単位記号は" A "であるが、英語圏では amp と略記されることがある。

なお、起磁力（量記号: F , Fm ）や磁位差（量記号: Um ）の単位も同じ「アンペア」という名称であるが、これは電流の単位アンペアから組み立てられた組立単位であり、定義が異なる。

## 定義
現在の「アンペア」は、以下のように定義されている。(第26回国際度量衡総会の決定。2019年5月20日施行）
∆νCs は 133Cs （セシウム）の超微細構造遷移周波数である。
以上の定義から、1アンペアとは、1秒間に電気素量の 1/(1.602176634×10−19) 倍の電荷（=電子又は陽子6.24150907446×1018個分に相当）が流れる電流強度である。

### 計量法における定義
日本の法令上は、計量法第3条の規定に基づく計量単位令（平成4年政令第357号）が、計量単位令の一部を改正する政令（令和元年5月17日政令第6号）により改正され、2019年5月20日に施行することにより次のように変更された。国際単位系における定義と同一である。
なお、2019年以前の計量単位令では、直流電流と交流電流に分けてアンペアを定義していたが、2019年の新定義では、この区別は廃止された。
- 旧定義（2019年まで）

- 新定義（2019年以降）

### クーロンとの関係
2018年11月16日の第26回国際度量衡総会 (CGPM) にて行われたアンペアの定義の改正では、電気素量が正確に1.602176634×10−19 A sと定義された。そこからアンペアの定義が、毎秒1クーロンの電荷を流すような電流が1アンペアである、と定義しなおされ、従前の定義とは依存関係が逆転することになった。
アンペアをクーロン（アンペア秒）やアンペア時と混同してはならない。アンペアは電流の単位であり、クーロン（アンペア秒）やアンペア時は電荷（電気量）の単位である。国際単位系においては、定電流・瞬時電流・平均電流はアンペアで表されるのに対して、ある体積内に蓄えられた電荷や、一定時間内にある面を通過した電荷の量はクーロンで表される。クーロンとアンペア（クーロン毎秒）の関係は、ジュールとワット（ジュール毎秒）、メートルとメートル毎秒の関係と同様である。

## 歴史
電磁気学が発展した当時用いられていたのはCGS単位系であり、その電流の単位は、「真空中に1センチメートルの間隔で同じ大きさの電流が流れているとき、両者の間に働く力が1センチメートルにつき2ダインであるときの電流」と定義されていた。この単位は「電磁単位」(emu)と呼ばれ、今日ではアブアンペアとも呼ばれる。元々のアンペアは、電磁単位の10分の1の大きさとして定義された。このアンペアが、MKSA単位系において基本単位として選ばれた。
1948年以前は、銀の電解析出率に基づく国際アンペア (international ampere) と呼ばれる定義が用いられていた。国際アンペアは1893年の国際電気会議で発表された後、1908年の万国電気単位会議によって追認された国際電気単位の一つで、硝酸銀水溶液中を通過する電気が 1 秒間当たり0.001118000 gの銀を析出させる電流として定義されていた。現在の定義によるアンペアは国際アンペアと対比する際には絶対アンペアと呼ばれ、これら 2 つのアンペアの値は 1 国際アンペア = 0.99985 絶対アンペアとなる。

### 2019年までの定義
アンペールの力の法則によれば、電流が流れている2本の平行した針金の間には、電流の向きに応じて引き付けあうまたは反発する力が働く。この力が2019年5月までのアンペアの定義に用いられていた。このアンペアの定義は以下の通りである。

アンペアの定義の説明を描いた参考図。

この定義は、1954年の第10回 CGPM で電流の基本単位として正式に決定された。この定義では、結果的に真空の透磁率 {\displaystyle \mu _{0}} の値を正確に 4π × 10−7 N/A2 に固定していることと同義である。
しかし2019年の定義改正により真空の透磁率（磁気定数）の値は、5.4×10−10の不確かさを持つこととなった。現在の値は、{\displaystyle \mu _{0}} = 1.25663706212(19)×10−6 N/A2
である（2018 CODATA推奨値）。

## 倍量・分量単位
| 分量                         | 分量 | 分量             |        | 倍量 | 倍量           | 倍量 |
| 値                           | 記号 | 名称             | 値     | 記号 | 名称           |      |
| 10−1 A                       | dA   | デシアンペア     | 101 A  | daA  | デカアンペア   |      |
| 10−2 A                       | cA   | センチアンペア   | 102 A  | hA   | ヘクトアンペア |      |
| 10−3 A                       | mA   | ミリアンペア     | 103 A  | kA   | キロアンペア   |      |
| 10−6 A                       | µA   | マイクロアンペア | 106 A  | MA   | メガアンペア   |      |
| 10−9 A                       | nA   | ナノアンペア     | 109 A  | GA   | ギガアンペア   |      |
| 10−12 A                      | pA   | ピコアンペア     | 1012 A | TA   | テラアンペア   |      |
| 10−15 A                      | fA   | フェムトアンペア | 1015 A | PA   | ペタアンペア   |      |
| 10−18 A                      | aA   | アトアンペア     | 1018 A | EA   | エクサアンペア |      |
| 10−21 A                      | zA   | ゼプトアンペア   | 1021 A | ZA   | ゼタアンペア   |      |
| 10−24 A                      | yA   | ヨクトアンペア   | 1024 A | YA   | ヨタアンペア   |      |
| 10−27 A                      | rA   | ロントアンペア   | 1027 A | RA   | ロナアンペア   |      |
| 10−30 A                      | qA   | クエクトアンペア | 1030 A | QA   | クエタアンペア |      |
| よく使われる単位を太字で示す |      |                  |        |      |                |      |

## 符号位置
| 記号 | Unicode | JIS X 0213 | 文字参照          | 名称             |
| ---- | ------- | ---------- | ----------------- | ---------------- |
| ㎀   | U+3380  | -          | &#x3380; &#13184; | ピコアンペア     |
| ㎁   | U+3381  | -          | &#x3381; &#13185; | ナノアンペア     |
| ㎂   | U+3382  | -          | &#x3382; &#13186; | マイクロアンペア |
| ㎃   | U+3383  | -          | &#x3383; &#13187; | ミリアンペア     |
| ㎄   | U+3384  | -          | &#x3384; &#13188; | キロアンペア     |
| ㌂   | U+3302  | -          | &#x3302; &#13058; | 全角アンペア     |

Unicodeには、CJK互換用文字として以下の文字が収録されている。
- U+3380 ㎀ square pa
- U+3381 ㎁ square na
- U+3382 ㎂ square mu a
- U+3383 ㎃ square ma
- U+3384 ㎄ square ka
- U+3302 ㌂ square anpea

これらは、既存の文字コードに対する後方互換性のために収録されているものであり、使用は推奨されない。